# Jamil Joanes
Jamil Joanes dos Santos ou simplesmente Jamil Joanes (, ) é um baixista brasileiro. Fez parte do Som Imaginário e da Banda Black Rio, grupo de soul music formado na década de 1970, a partir da junção de integrantes dos conjuntos “Dom Salvador e Grupo Abolição” e “Impacto 8”.
No ano de 1979 Jamil Joanes foi convidado por George Duke, pianista norte-americano, para participar de seu 15º álbum “A Brazilian Love Affair” lançado pela gravadora Columbia.
No ano de 1980, participou do “Festival MPB Shell”, da Rede Globo, no qual defendeu a música “Beatlemania”. Em meados da década de 1980 formou um grupo de jazz-rock com Ricardo Silveira (guitarra), Zé Lourenço (teclados), Paul Lieberman (sax), Don Harris (trompete), Sérgio Souza (trombone) e André Tandetta (bateria). Jamil Joanes atuou em shows e estúdio com vários artistas, entre eles: Edu Lobo, Maria Bethânia e fez parte da banda de Gonzaguinha até a morte prematura do compositor em 1991. Ainda nos anos 90 gravou e realizou turnês ao lado de João Bosco.
Desde meados dos anos 2000, Jamil Joanes passou a acompanhar Leny Andrade e incorporou-se ao grupo Baião de Cinco.
Joanes também gravou e excursionou com nomes como, Elba Ramalho, Gal Costa, Luiz Melodia, João Bosco, Tim Maia e Toots Thielemans.

## Discografia
- Maria Fumaça (1977)
- Beatlemania (1980)
- Bicho Baile Show (Banda Black Rio e Caetano Veloso) (2003)